# Блисс, Натаниель
Преподобный Натаниель Блисс (англ. Nathaniel Bliss, 28 ноября 1700 — 2 сентября 1764) — английский астроном и священник, Королевский астроном в 1762—1764.

## Биография
Родился в Бисли, графство Глостершир, окончил Пембрук Колледж Оксфордского университета, получил степени бакалавра искусств в 1720-м и магистра в 1723 году. в 1736 году Блисс был назначен настоятелем церкви St Ebbe’s Church в Оксфорде. В 1742 году, после смерти Э.Галлея, занимавшего должность Салливенского профессора геометрии в Оксфордском университете, Н.Блисс занял эту должность по рекомендации королевского астронома Джеймса Брэдли и профессора астрономии Кембриджского университета Роберта Смита. В том же году избран членом Лондонского королевского общества. Находясь в должности профессора, Блисс организовал астрономическую обсерваторию (четвертую в Оксфорде). В 1762 году стал Королевским астрономом после Д. Брэдли, но занимал этот пост недолго.
В 1764 скончался, похоронен на кладбище церкви St Margaret’s, на юго-востоке Лондона.

## Память
В 2000 году Международный астрономический союз присвоил имя Натаниеля Блисса кратеру на видимой стороне Луны.